# Blepisanis subrufulescens
Blepisanis subrufulescens är en skalbaggsart som först beskrevs av Stefan von Breuning 1981.  Blepisanis subrufulescens ingår i släktet Blepisanis och familjen långhorningar. Inga underarter finns listade.